# Crise de Kodori de 2001
A Crise de Kodori de 2001 foi um confronto no Vale de Kodori, na Abecásia, em outubro de 2001, entre combatentes de etnia chechena e forças abecasias. A crise foi largamente negligenciada pela imprensa mundial, com foco no então recente ataque dos Estados Unidos sobre o Afeganistão. Os combates mataram 40 pessoas.

## Cronologia
Em 4 de outubro de 2001, um grupo de combatentes chechenos e georgianos liderados pelo comandante Ruslan Gelayev entrou na garganta do lado georgiano e atacou a aldeia de Giorgievskoe. Em seguida, no dia 8 de outubro de 2001, um helicóptero que transportava observadores das Nações Unidas foi derrubado sobre Kodori, matando nove.

## Consequências
Em 29 de julho de 2006, Mart Laar, ex-primeiro-ministro da Estônia e, em seguida, assessor da presidência georgiana, foi citado como tendo dito que o conflito de Kodori foi projetado pela Rússia. Laar também alertou que futuras provocações a Geórgia pela Rússia devem ser esperadas, mas a Geórgia se preparou para compelir quaisquer desafios colocados pela Rússia.
Em 30 de abril de 2008, a Rússia acusou a Geórgia de concentrar 1500 soldados na região de Kodori em preparação para invadir a Abecásia. A Geórgia manteve as tropas presentes em conformidade com um acordo de 1994 que permitia as forças de paz na região e foram fundamentais para a manutenção da ordem após a crise de Kodori de 2001. A Rússia respondeu pelo envio de tropas a região, escalando ainda mais as tensões entre a Rússia e a Geórgia.